# Âge d'Or-prijs
L’Âge d’Or is een Belgische filmprijs die jaarlijks wordt uitgereikt door CINEMATEK. De prijs werd opgericht door Jacques Ledoux, en verder ontwikkeld met René Micha. De naam verwijst naar de surrealistische film L’Âge d’Or (1930) van Luis Buñuel. De prijs is bedoeld om films te erkennen die zich door originaliteit in onderwerp en stijl onderscheiden van de gangbare cinematografische opvattingen.
De eerste uitreiking vond plaats in 1958 tijdens EXPRMNTL, en ging naar Kenneth Anger. Vanaf 1973 werd de prijs toegekend aan een langspeelfilm geselecteerd door een Belgische jury binnen het publiek programma van CINEMATEK. Het festival omvatte naast de competitie ook thematische retrospectives, debatten en vertoningen van filmrestauraties. In de loop der jaren werden nieuwe categorieën toegevoegd, zoals Filmvondsten (1978) en een publieksprijs (vanaf 2010), waarmee de prijs en het festival zich bleven ontwikkelen.

## Laureaten
- 1958: Kenneth Anger
- 1963: Claes Oldenburg
- 1967: The Big Shave van Martin Scorsese
- 1973: Wilhelm Reich: Mysteries of the Organism van Dušan Makavejev
- 1974: Immoral Tales van Walerian Borowczyk
- 1975: La Expropiación van Raúl Ruiz
- 1976: De komedianten van Theo Angelopoulos
- 1977: Seishun no satsujinsha van Kazuhiko Hasegawa
- 1978: Shirley Temple Story van Antoni Padros
- 1979: (geen)
- 1980: Sauve qui peut (la vie) van Jean-Luc Godard
- 1981: Caniche van Bigas Luna
- 1982: Outside In  van Steven Dwoskin
- 1983: Eisenhans van Tankred Dorst
- 1984: Utopia van Sohrab Shahid Saless
- 1985: Le Soulier de satin  van Manoel de Oliveira
- 1986: Diapasón van Jorge Polaco
- 1987: Anjos de arrabalde van Carlos Reichenbach
- 1988: Les Cannibales  van Manoel de Oliveira
- 1989: Neardeath van Frederick Wiseman
- 1990: Caidos del cielo van Francisco Lombardi
- 1991: Edward II  van Derek Jarman
- 1992: Sangatsu no raion (Mars vient comme un lion) van Hitoshi Yazaki
- 1993: Kitchen van Yoshimitsu Morita
- 1994: Sátántangó van Béla Tarr
- 1995: (geen)
- 1996: A Comédia de Deus van Joao Cesar Monteiro
- 1997: Witman Fiuk van Janos Szasz
- 1998: Xiao Wu van Jia Zhangke
- 1999: Khroustaliov, My Car! van Aleksej Guerman
- 2000: Eureka van Shinji Aoyama
- 2001: (geen vanwege budgetproblemen en politieke communautaire impasse)
- 2002: Japón van Carlos Reygadas
- 2003: Clément van Emmanuelle Bercot
- 2004: Los muertos van Lisandro Alonso
- 2005: Johanna van Kornél Mundruczó
- 2006: Hamaca Paraguay van Paz Encina
- 2007: La Influencia van Pedro Aguilera
- 2008: Cargo 200 van Aleksej Balabanov
- 2009: Le Roi de l'évasion van Alain Guiraudie
- 2010: Elbowroom van Ham Kyoung-rock
- 2011: Outside Satan van Bruno Dumont
- 2012: L'Âge atomique van Héléna Klotz
- 2013: Jonas Mekas